# Neocladura americana
Neocladura americana är en tvåvingeart som först beskrevs av Alexander 1917.  Neocladura americana ingår i släktet Neocladura och familjen småharkrankar. Inga underarter finns listade i Catalogue of Life.